# Річард Беллман
Річард Ернест Беллман (англ. Richard Ernest Bellman; нар. 26 серпня 1920, Нью-Йорк — пом. 19 березня 1984, Лос-Анджелес) — американський математик, один з найвидатніших спеціалістів у галузі математики та обчислювальної техніки. Зокрема відомий розробкою динамічного програмування.